# Teala Loring
Teala Loring (6 de outubro de 1922 – 28 de janeiro de 2007) foi uma atriz de cinema norte-americana que apareceu em mais de trinta filmes durante a década de 1940.

## Filmografia selecionada
- Allotment Wives (1945)
- Gas House Kids (1946)
- Riding the California Trail (1947)